# Rothia hampsoni
Rothia hampsoni là một loài bướm đêm trong họ Noctuidae.